# 1984 (román)
1984 (v anglickém originále vypsáno slovy Nineteen Eighty-Four, pracovním názvem Poslední člověk v Evropě) je antiutopický (dystopický) román anglického spisovatele George Orwella dokončený v roce 1949, publikován 8. června téhož roku v Londýně nakladatelstvím Secker and Warburg. Tato kniha, z níž pochází známý výrok Velký bratr tě sleduje!, je jedním z nejzásadnějších literárních děl 20. století.
Popisuje svět, v němž vládne absolutní totalita, kterou živí permanentní, „udržovací“ válka mezi třemi kontinentálními mocnostmi. Společnosti vládne Strana a cokoli proti kolektivnímu myšlení Strany je krutě trestáno, lidská individualita se stává zločinem.

## O knize
- Časopis Time zařadil 1984 mezi stovku nejvlivnějších knih od roku 1923.[1]
- Po skandálu špehování NSA zveřejněném v roce 2013 Edwardem Snowdenem prodej knihy rekordně stoupl.[2]
- V Rusku zájem o knihu prudce vzrostl na jaře 2022, poté, co putinistický režim během útoku proti Ukrajině zakázal označovat boje slovem „válka“.[3]
- Název knihy vznikl přehozením posledních dvou čísel roku, ve kterém tuto knihu dopsal (1948).

### Zrcadlení1984v realitě
Kniha 1984 je ovlivněna dobou svého vzniku a přímo reaguje na totalitní režimy, ale na rozdíl od Farmy zvířat, kde se jedná o jasný stalinismus, tak zde poukazuje zejména na skrytou totalitu, což si uvědomíme především ve chvíli, kdy Winston vysvětluje, že obyvatelstvo Oceánie se rozděluje na členy Vnitřní strany (2 % obyvatel, cca 6 milionů), kteří skutečně vládnou, členy Vnější strany, kteří pracují pro stát a vykonávají jeho vůli (členem je i Winston) a proletariát, který tvoří 85 % společnosti. Proléti jsou považováni za méněcenné, žijí ve velmi chudých poměrech, stát se o ně nestará a nechává jim relativní volnost, dokonce je ani nesleduje tak jako členy Vnější strany. Autor ale také vycházel ze svých zkušeností s válečnou realitou ve Velké Británii. Orwell se pokusil o volnou extrapolaci svých zkušeností s různými režimy do budoucnosti. V některých aspektech blízko fiktivnímu systému Oceánie je dnes stalinistická diktatura v KLDR.

### Dostupnost textu
Původní text je, stejně jako většina Orwellovy tvorby, dostupný online v mnoha kopiích, jelikož je public domain v Rusku, Kanadě a Austrálii. Na internetu se vyskytuje i český překlad Evy Šimečkové s doslovem Milana Šimečky. Do češtiny dále knihu přeložili Edita Kovalová (2019, Infoa), Luboš Snížek (2021, Maťa), Petra Martínková Kůsová (2021, Argo, komiks), Milan Soutor (2021, Kontrast, grafický román), Jan Kalandra (2021, LEDA)
V tehdejším Československu vznikal Orwellův překlad v roce 1983–84 v undergroundových podmínkách samizdatu (tajné rozdělování práce na překladu, šíření přes známé, psaní na stroji s deseti „kopíráky“…). Jeden z překladatelů se v doslovu jednoho z překladů zmínil, že v době překládání zažíval pocity velmi podobné některým momentům z knihy.
V květnu 2022 byl prodej románu zakázán Lukašenkovým režimem v Bělorusku.

## Děj
Hlavním hrdinou románu je úředník, soudruh Winston Smith, který žije roku 1984 v Londýně ve fiktivní zemi Oceánii. Vládne velmi tvrdá diktatura v čele s tzv. Velkým bratrem. Oficiální ideologie se nazývá Angsoc (původně anglický socialismus, v anglickém originále knihy Ingsoc) a její ústřední hesla zní:
- Válka je mír
- Svoboda je otroctví
- Nevědomost je síla

Životní úroveň je bídná a zhoršuje se. Winston pracuje na Ministerstvu pravdy, jež se zabývá manipulováním minulosti, upravování dokumentů tak, aby byly stále platné. Winstonovou prací je upravovat stará čísla novin. Oceánie vede střídavě válku se zeměmi Eurasie a Eastasie. Pokud se změní situace, ze spojence se stal nepřítel a z nepřítele spojenec, Winston a další úředníci přepisují všechny články, které v minulosti vyšly. Velký bratr totiž nikdy nemění svá rozhodnutí, má absolutní pravdu. Podobně se přepisují předpovědi průmyslové výroby, válečného vývoje apod. Ve skutečnosti se nelze spolehnout na pravdivost ani u letopočtu.
Winston se nedokáže bránit myšlenkám na minulost. Postupně začíná pátrat, jaký byl život před nastolením diktatury Strany a domnívá se, že nebyl takový, jak jej líčí oficiální propaganda. Přemýšlí o své matce a sestře, které zmizely, když byl malý kluk. Začíná si psát deník. Dobře ale ví, že jej, stejně jako všechny ostatní členy Strany, na každém kroku i v soukromí sleduje ideopolicie pomocí všudypřítomné techniky. Myšlenky proti Straně jsou ideozločin, který se tvrdě trestá. A člověka může prozradit i pouhý výraz tváře či mluvení ze spaní. Děti jsou ve stranické organizaci vychovávány k udávání rodičů.
Během děje se do Winstona zamiluje Julie. Láska sama o sobě i sexuální touha je ideozločin, proto se oba pečlivě skrývají. S Julií o samotě mimo dosah techniky může Winston mluvit svobodně. Julie je totiž také proti straně a Winston není její první láska, ani první milenec. Jsou si ale od začátku vědomi, že ideopolicie je dříve či později odhalí a zničí.
Obyvatelstvo Oceánie se rozděluje na členy Vnitřní strany (2 % obyvatel, cca 6 milionů), kteří skutečně vládnou, členy Vnější strany, kteří pracují pro stát a vykonávají jeho vůli (členem je i Winston) a proletariát, který tvoří 85 % společnosti. Proléti jsou považováni za méněcenné, žijí ve velmi chudých poměrech, stát se o ně nestará a nechává jim relativní volnost, dokud se mezi nimi neobjeví někdo, kdo by se mohl pro Stranu stát nebezpečným. Winstonovi a Julii se do rukou dostane kniha známého odpůrce režimu Emanuela Goldsteina, Teorie a praxe oligarchického kolektivismu. V ní se Winston dozvídá jak celý systém funguje, ale nedozví se proč svět vypadá právě tak. Otázka proč zůstává symbolicky nezodpovězena v celém románu.
Nakonec jsou Winston i Julie zatčeni a odvedeni do cel Ministerstva lásky. Winston při těžkém mučení prozradí vše, co ví a mnohem víc. Přeje si zemřít, ale nemá možnost. Ptá se sám sebe i svých mučitelů, co po něm Strana ještě chce. Později pochopí, že cílem vůbec není dostat z vězně informace a pak jej popravit. Strana chce úplné pokoření a obrat myšlení o 180 stupňů. Chce po něm, aby upřímně miloval Velkého bratra a bezmezně mu věřil. To se zdá zhola nemožné. Ale surovost promyšleně kombinovaná s vlídnými domluvami a obdobími klidu nakonec vedou k cíli. Winston v okamžicích vrcholné hrůzy přestane dokonce i milovat Julii a je zcela pokořen.
Poté se vězeň překvapivě ocitá zpátky na svobodě. Ale už je jiným člověkem. Znovu je zaměstnán na Ministerstvu pravdy, a dokonce lépe placen. Ideopolicie už se o něj nezajímá a jeho by ani nenapadlo proti něčemu protestovat, byť jen v myšlenkách. Setká se i s Julií, ale i ona ho zradila a je zcela podrobená. Winston si uvědomuje, že navzdory všemu teď Velkého bratra miluje a ctí. Čtenář ale vidí, že není jisté ani to, že Velký bratr je žijící osoba. Goldstein a jeho kniha jsou promyšleným dílem Strany. Na knize se podílelo více autorů, např. i O'Brien, který Winstonovi knihu dal a na Ministerstvu lásky ho poté vyslýchal a mučil.
Děj knihy se odehrává v sedmi letech, v zemi, kde neplatí žádné psané zákony a není kam utéct. Jde o vylíčení diktatury, která vládne tak efektivně, že si lidé přestávají uvědomovat jiné možnosti, přestávají myslet. Vnímají jen hesla a strojově vytvářenou zábavu (romány, poezii i hudbu). Prakticky nikdo už na způsobu života, který lze shrnout do několika hesel, nevidí nic špatného.

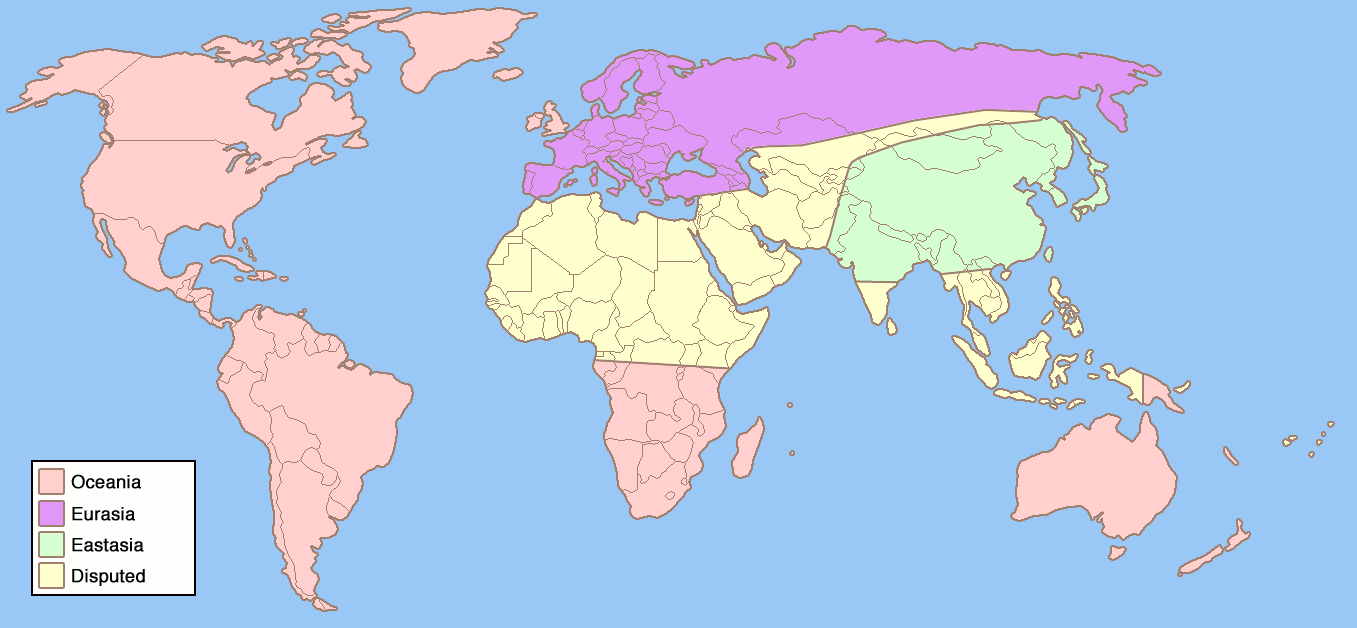
fiktivní politická mapa světa románu 1984

## Některé principy Orwellova světa

### Vaporizace
Hlavním tématem románu je manipulace. Totalitní systém potřebuje efektivně měnit minulost a ta je určena dvěma věcmi: hmatatelnými dokumenty a lidskými vzpomínkami. K manipulaci veškerých dokumentů slouží aparát Ministerstva pravdy, umožňuje kdykoli na objednávku změnit veškeré záznamy o zvolené události či člověku na něco jiného. Lze například nepohodlnou osobu tzv. vaporizovat, což znamená vymazat z existence (z latinského vapor – pára). Zničit veškeré zmínky o tom, že existovala, i o samotné vaporizaci. Změna minulosti však musí být naprostá, takže se např. přepisují všechny články v novinách, kde byla vaporizovaná osoba zmíněna. Tyto noviny se pak znovu tisknou a novými výtisky se nahrazují všechny staré výtisky v knihovnách a na dalších místech.To by ale na úplnou změnu minulosti nestačilo, je třeba vymazat i nehmotné vzpomínky, zmanipulovat i myšlenky.

### Doublethink
Ke kontrole kolektivního myšlení existuje v Oceánii řada propracovaných technik, především tzv. doublethink, česky dvojité myšlení. Doublethink je schopnost udržet pohromadě dvě zcela protikladné informace a zároveň oběma pevně věřit. Musí to být vědomý proces, protože vyžaduje inteligenci, ale zároveň musí být nevědomý, protože lež není přípustná, Strana nelže. Samo používání slova doublethink vyžaduje tuto schopnost. Jiným příkladem použití mohou být názvy ministerstev. Každý ví, že v prostorách Ministerstva lásky (v newspeaku Lamini) jsou cely a mučírny pro politické vězně, Ministerstvo pravdy (Pramini) se programově zabývá lhaním, ekonomika Ministerstva hojnosti (Hojmini) vede k hladomoru, Ministerstvo míru (Mírmini) řídí válku. Člověk cvičený v doublethinku v tom ale nevidí spor. Je vnitřně přesvědčen, že vaporizovaná osoba nikdy neexistovala, byť by šlo o vlastní matku. A jestliže Strana říká, že Eurasie je úhlavní nepřítel Oceánie, pak byla nepřítelem odjakživa bez ohledu na klamnou vzpomínku, že ještě před 10 minutami byla spojencem...

### Newspeak
Od řadového obyvatelstva Oceánie se vyžaduje, aby upřímně jásalo nad prací Strany a ze srdce nenávidělo její nepřátele, ale zároveň o ničem moc nepřemýšlelo. Veškeré lidské emoce, city a potřeby jsou programově přesměrovány na jiné cíle v souladu s ideologií. Jedním z nástrojů k upevnění pravověrného myšlení je newspeak, jazyk uměle vytvářený speciálním oddělením Ministerstva pravdy. Do budoucna má v Oceánii zcela nahradit angličtinu, které se říká oldspeak. Cílem je zjednodušení jazyka natolik, aby ideologicky závadné myšlenky nebylo možné ani slovně vyjádřit, případně aby působily absurdně už na první dojem. Newspeak je jediným jazykem, jehož slovní zásoba se nerozšiřuje, ale naopak zužuje s každým vydáním nové verze Slovníku. Všechny vedlejší významy slov jsou potlačeny, slovní zásoba zredukována na nezbytné minimum, citové zabarvení mají jen výrazy podporující Angsoc a odsuzující jeho nepřátele.
Příkladem Newspeaku v jeho nejefektivnější podobě je záhlaví novin Times z románu: „Oldthinkers unbellyfeel Ingsoc.“ V překladu do běžného jazyka má znamenat „Ti, jejichž názory byly utvářeny před Revolucí, nemohou plně porozumět principům anglického socialismu.“

### Ideozločin
Ideozločin (v originále thoughtcrime) je zločin, jenž může být spáchán nejenom slovy či skutky, ale též myšlením nebo v podobě myšlenky. Jiná definice je ta, že ideozločin je jakýkoli zločin proti Straně. Ideozločin je trestán stejně jako zločin, v některých případech i smrtí. Podobně jako opatření newspeaku, který pomalu ale jistě omezuje „manévrovací prostor“ pro vyjádření závadných myšlenek (a tedy i myšlenek na samotný zločin), v Orwellově 1984 jsou uváděny v praxi praktiky, které směřují k vymýcení ideozločinu. Jak řekla jedna z postav: brzy v Oceánii nebude možné ideozločin spáchat.

### Udržovací válka
Válka mezi mocnostmi v Orwellově světě není vedena proto, aby byla vyhrána, ale aby byla udržována, aby obyvatelé nebohatli a neměli čas přemýšlet. Válka udržuje obyvatele ve strachu a odrazuje je od emocí, jichž by se mohli těšit v dobách míru. Válka udržuje nepřátelství mezi mocnostmi a svým způsobem je motorem nejenom ministerstva míru ale i Strany. Vlády všech mocností jsou si toho velmi dobře vědomy a záměrně udržují status quo.

## Adaptace

### Filmové
- V roce 1956 měl premiéru britský film 1984 v režii Michaela Andersona.[6][7]
- V roce 1984 vznikla věrná adaptace 1984.
- V roce 2023 měl premiéru ruský film 1984 v režii finské režisérky Diany Ringo.[8] Film obsahuje také některé prvky ze Zamjatinova románu My.[9]
- Řada filmů se románem inspirovala, mj. film Brazil Terryho Gilliama[10] nebo film Equilibrium.[zdroj?]

### Jiné
- V roce 1953 bylo odvysíláno první televizní zpracování, pořad byl natočen ve Spojených státech v režii Paul Nickella a byl součástí antologie Studio One.[11] Druhé televizní zpracování bylo odvysíláno o rok později, pořad byl natočen ve Spojeném království v režii Rudolpha Cartiera.[12][13] Třetí televizní zpracování bylo odvysíláno v roce 1965, pořad byl natočen ve Spojeném království v režii Christophera Morahana a byl součástí antologie Theatre 625.[14]
- V roce 1984 investovala firma Apple přes 1 milion dolarů na reklamu a prostor ve vysílacím čase v přestávce v Superbowlu, aby představila svůj nový počítač Macintosh. Reklama  režírovaná Ridleym Scottem byla ve stylu 1984 a byly v ní použity velmi podobné kulisy a rekvizity jako ve filmové adaptaci 1984 z roku 1984. Podle představitelů Apple reklama zafungovala a firma zaznamenala zvýšenou poptávku.[zdroj?]
- David Bowie ve svém albu Diamond Dogs z roku 1973 zařadil svojí píseň „1984“ s motivem děje Orwellova románu.[zdroj?]
- Americká hardcore-punková skupina Dead Kennedys odkazuje na román v textu ke skladbě „We've Got a Bigger Problem Now“ na desce In God We Trust, Inc.[zdroj?]
- Britská grindcorová skupina Carcass odkazuje na román v textu skladby „Room 101“ na desce Swansong z roku 1996.[zdroj?]
- Americká punk rocková skupina Anti-Flag přímo odkazuje na knihu v písni „Welcome to 1984“.[zdroj?]
- Britská skupina Muse vydala v roce 2009 album The Resistance inspirované právě dílem 1984.[zdroj?]
- Americká skupina Rage Against the Machine vydala v roce 1999 album The Battle of Los Angeles, kde je cítit výrazná inspirace románem 1984. V písních „Testify“, „Sleep Now in the Fire“ a „Voice of the Voiceless“ se objevují doslovné citace z této knihy.[zdroj?]
- Britská skupina Radiohead se dílem inspirovala u skladby „2+2=5“ z alba Hail to the Thief.[zdroj?]
- Britská skupina Kitchens of Distinction odkazuje na doublethink v textu ke skladbě „I Wish it Would Snow“ na desce Folly (2013).[zdroj?]
- Britský skladatel a klávesista Rick Wakeman vydal roku 1981 sólové album 1984, které je zhudebněním tohoto Orwellova románu.[zdroj?]
- Švédská Rocková  kapela Ghost má několik paralel k románu v písni ,,The Future Is A Foreign Land".[zdroj?]

### České
- Devítidílný rozhlasový seriál 1984, Československý rozhlas Praha 1991, dramatizace: Josef Hlavnička, osoby a obsazení: průvodce (Luděk Munzar), Winston Smith (Jiří Ornest), O'Brien (Boris Rösner), Charrington (Jaroslav Konečný), Julie (Veronika Freimanová), Goldstein (Josef Červinka), Velký bratr (Rudolf Hrušínský), Parsonsová (Dana Syslová), výhrůžný hlas (Ladislav Brotánek), domovnice (Ludmila Roubíková), kluk (Petr Hotmar), holka (Eliška Pohorská), spíkr I. (Bohumil Švarc), spíkr II. (Dagmar Dvořáčková), pozorovatelka (Ilona Jirotková), žena (Zuzana Davidová) a hlas (Vladimír Fišer). Překlad: Eva Šimečková; hudba: Petr Mandel; režie: Karel Weinlich.[15]
- Česká skupina XIII. století vydala v roce 2017 videoklip k písni „Evropa“, který je inspirován Orwellovým románem 1984.[zdroj?]
- Česká skupina Šoulet se na román 1984 odkazuje v písni "Močálem černým" textem "Svoboda je otroctví a válka v mír se obrací".[zdroj?]
- Český volnočasový spolek StopTime začal pořádat městskou hru na motivy románu.[zdroj?]